# فريق 10

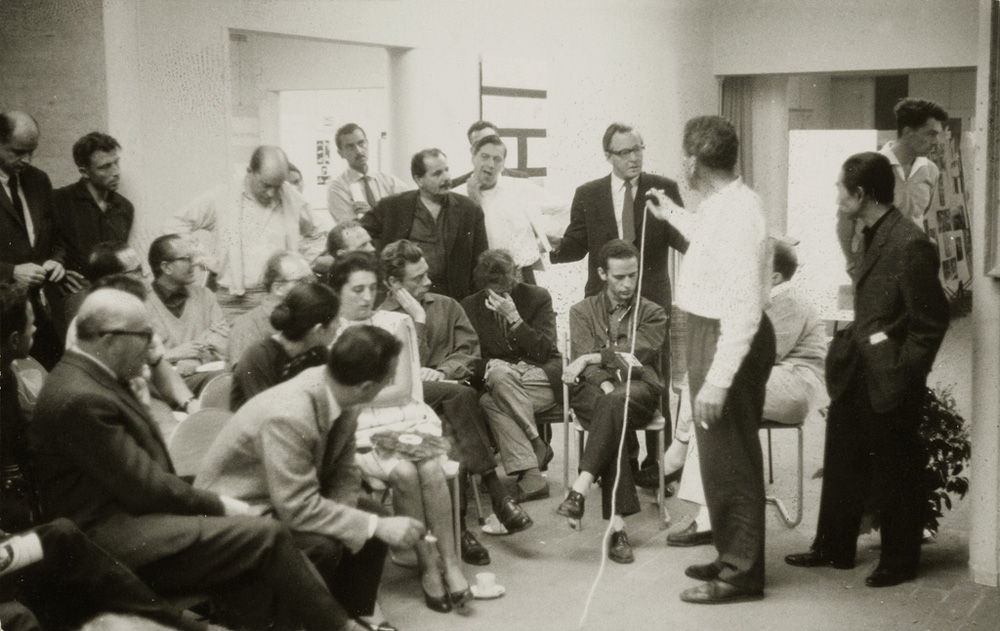

فريق ال10 (team X) ، هو اسم منظمة ، عن قصد غير منظمة ، الذي كان مسؤولا عن تنظيم اجتماعات بين مجموعة تتكون في الغالب من مهندسين معماريين ، وذلك لمناقشة ووضع أفكار مشتركة وورقات عن الهندسة المعمارية وتخطيط المدن.

## الأعضاء
من ضمن الأعضاء كان هناك:
- جاكوب باكيما ، هولندا (Jacob B. Bakema)
- ألدو فان ايك (Aldo van Eyck) ، هولندا
- اليسون سميثسن وبيتر سميثسن (Alison and Peter Smithson) (انكلترا) ;
- جورج كانديليس (Georges Candilis) ، اليونان ;
- وودز شادرش ، (Shadrach Woods)الولايات المتحدة الأمريكية / فرنسا
- جيانكارلو دي كارلو (Giancarlo De Carlo) ، إيطاليا